# Ida Ou Tanan
Gli Ida Ou Tanan costituiscono una confederazione tribale berbera di origine Masmuda, con sede nei monti dell'Alto Atlante. La confederazione comprende le tribù degli Aït Aouerga, degli Aït Wankrim e degli Ifesfaten. Gli Ida Ou Tanan confinano a nord con gli Haha, a est con i Mtougga e a sud con i Mesguina, i Gzima e gli Houara.

## Storia
Vennero descritti nel 1811 dallo studioso britannico James Grey Jackson come «intrepidi guerrieri berberi». Tra il 1904 e il 1905, l'esploratore francese René de Segonzac descrisse gli Ida Ou Tanan come tribù completamente indipendenti dall'autorità del sultano e del makhzen, in quello che viene definito bled es-Siba, anche se nel corso della storia vennero amministrati dagli Haha.
Nell'ambito della conquista francese del Marocco, gli Ida Ou Tanan opposero una lunga resistenza e furono una delle ultime confederazioni tribali berbere a deporre le armi, facendolo nel dicembre 1927 grazie al ruolo del generale Huré, finendo sotto l'autorità centrale nel gennaio 1928.
Nel corso del protettorato francese, le autorità controllarono la zona tramite gli imegharen della confederazione. Nell'ambito della seconda guerra mondiale, numerosi uomini della zona furono reclutati come Goumiers e furono mandati a combattere in Europa. A partire dagli anni 1940 numerosi membri della tribù cominciarono a emigrare in massa verso Agadir come lavoratori non specializzati e in seguito verso l'Europa occidentale, in particolare in Francia e in Belgio, reclutati come operai e minatori.

## Cultura
Il principale marabutto degli Ida Ou Tanan è Sidi Brahim Ou Ali, vissuto nel XVI secolo, discepolo di Sidi Saïd Ou Abd en Naïm. La sua zāwiya è situata nel villaggio di Tighanimine, dove vivono i suoi discendenti. In onore del marabutto vengono celebrati ogni anno due moussem, uno in primavera e uno in autunno.
La zona degli Ida Ou Tanan è rinomata per il miele di timo. La capitale degli Ida Ou Tanan è Imouzzer, dove la confederazione organizza il moussem annuale del miele a maggio.
Fino al XX secolo, le donne Ida Ou Tanan usavano vestirsi con il haik, mentre risulta diffusa ancora oggi tra gli uomini la djellaba.